# Rocky Pomerance
Rocky Pomerance, eigentlich Arnold Pomerantz (* 20. Mai 1927 in New York City; † 17. August 1994), war ein US-amerikanischer Polizist, der wegen seiner Deeskalationsstrategie bei den Demonstrationen bei der demokratischen als auch bei der republikanischen Nationalkonvention 1972 in Miami Beach eine nationale Bekanntheit erlangte.

## Leben und Werk

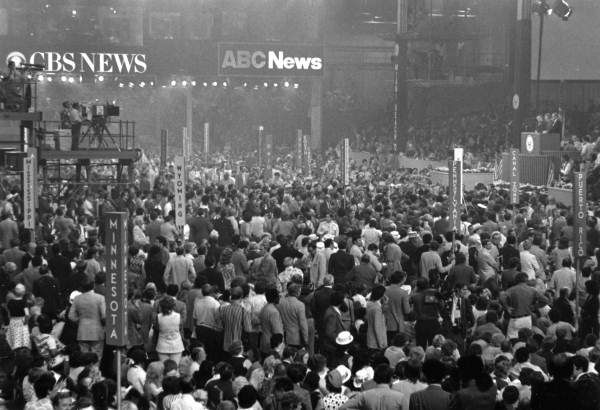
Democratic National Convention 1972 in Miami Beach.

Pomerance begann seine Karriere als einfacher Polizeibeamter. Im Jahr 1972, als in Miami Beach zwei Nationalkonventionen abgehalten wurden, war er der Leiter des Police Department. Nach den Unruhen bei der Democratic National Convention 1968 in Chicago versuchte Pomerance ein ähnliches Blutvergießen zu verhindern. Die Polizisten mussten vor den Kongressen einem mehrwöchigen Kurs über Konfliktmanagement absolvieren, um sie auf den Andrang der Demonstranten vorzubereiten.
Trotz einiger gewalttätiger Vorkommnisse und Verhaftungen verliefen die Demonstrationen verglichen mit anderen Nationalkonventionen weitgehend ohne Zwischenfälle. Nach dem Ende der Konventionen wurde Pomerance als Nationalheld gefeiert.
Im Jahr 1975 wurde er Vorsitzender der International Association of Chiefs of Police. Am 1. Juli 1977 trat er aus dem Polizeidienst aus und gründete eine private Sicherheitsfirma. Er war verheiratet mit der Schauspielerin Hope Pomerance (1929–2006).

## Werke
- Rocky Pomerance: How to prepare for the police officer examination, Englisch, 409 Seiten, Verlag Simon and Schuster, 1975